# Fædrelandet
Fædrelandet (in italiano "La patria") era un giornale danese, organo del partito nazista danese, DNSAP, pubblicato dal  1939 al 1945.

## Storia
Fino al 23 maggio 1943 si trattava del giornale ufficiale del DNSAP. Dopo il distacco del giornale dal partito, Louis von Kohl è divenuto per breve tempo "commissario" del comitato editoriale. I giornalisti e i redattori associati sono stati tra gli altri Poul (che fu la causa scatenante terminata con il delitto del giornalista anti-nazista Carl Henrik Clemmensen) e Aage Nordahl-Petersen, Helge Bangsted, Harald Bergstedt, Niels Meyn e Hans Spannheimer. La tipografia e la sede dell'ex giornale nazista Fædreland sono stati  rilevati, dall'agosto 1945, dall'indipendente "Dagbladet Information" la cui sede sì trova ancora all'indirizzo di Store Kongensgade al numero 40C di Copenhagen.